# Курулов Георгій Давидович
Георгій Давидович (Даргійович) Курулов (Курулашвілі) (1893, село Терджола Кутаїської губернії, тепер Грузія — розстріляний 9 липня 1937, місто Тбілісі, тепер Грузія) — грузинський радянський партійний і державний діяч, 3-й секретар ЦК КП(б) Грузії, заступник голови Ради народних комісарів Грузинської РСР, голова Вищої ради народного господарства Грузинської РСР і Закавказької РФСР.

## Біографія
Закінчив декілька класів початкової школи.
Член РСДРП(б) з 1909 року.
За революційну діяльність був декілька разів заарештований, засуджений до адміністративного заслання.
З 1917 року — член Самарської ради та член Самарського міського комітету РСДРП(б).
У 1918 році був заарештований, але незабаром вийшов із в'язниці.
У 1918 році — товариш голови правління Самарської міської Спілки металістів.
З 2 по 16 грудня 1918 року — голова Самарської губернської надзвичайної комісії (ЧК).
Потім працював в Грузинській РСР. На 1925 рік — секретар Грузинської республіканської ради профспілок.
13 червня 1927 — 29 вересня 1928 року — секретар ЦК КП(б) Грузії.
З вересня 1928 по 1930 рік — голова Вищої ради народного господарства Грузинської РСР. Потім — голова Вищої ради народного господарства Закавказької РФСР.
14 листопада 1931 — 14 січня 1934? року — 3-й секретар ЦК КП(б) Грузії.
На 1934 рік — заступник голови Ради народних комісарів Грузинської РСР.
До березня 1937 року — народний комісар місцевої промисловості Грузинської РСР.
25 березня 1937 року заарештований органами НКВС. 9 липня 1937 року Спеціальна сесія Верховного суду Грузинської РСР засудила Курулова до розстрілу з конфіскацією особистого майна за звинуваченням у «шпигунстві». Вирок був виконаний того ж дня.
29 серпня 1957 року посмертно реабілітований.